# Richard Brewer
Richard M. "Dick" Brewer (19 de Fevereiro de 1850 - 4 de Abril de 1878) foi um vaqueiro, rancheiro e Condestável (posto policial) do Condado de Lincoln no Novo México. Richard fundou e capitaneou  o grupo de vigilantes conhecido como Os Reguladores do Condado de Lincoln (do qual fazia parte o lendário Billy The Kid) durante a Guerra do Condado de Lincoln.

## Biografia
Richard nasceu na cidade de St. Albans, Vermont. Era o filho mais velho de Rensselaer e Phebe S. Brewer. Quando tinha dezoito anos se mudou para Boaz, Wisconsin. Brewer ainda se mudaria para o Missouri antes de chegar ao Condado de Lincoln no Novo México. Em 1876 comprou um rancho na região de Peñasco Valley e também começou a trabalhar para o grande pecuarista John Tunstall, dono de uma das maiores fazendas da região
.
Em pouco tempo Richard se tornou o principal encarregado de Tunstall na administração do gado e da fazenda. Brewer era admirado por todos devido ao seu cavalheirismo, lealdade e coragem. Segundo o próprio Alexander McSween. Certa vez, Brewer, Doc Scurlock e Charlie Bowdre caçavam uma gangue de ladrões de gado conhecidos como "The Boys", que haviam roubado alguns de seus cavalos e de Tunstall. Enquanto seus companheiros rastreavam os ladrões, Richard seguiu diretamente para Las Cruces onde ficou sabendo que a gangue e os cavalos roubados estavam no Rancho dos Shedd, perto da Passagem de Santo Augostinho. Chegando lá, Richard confrontou os ladrões e exigiu que os cavalos fossem devolvidos. Jesse Evans (futuro inimigo na Guerra de Lincoln), o líder da gangue, sarcasticamente recusou-se a devolvé-los. Mas admitindo a coragem de Brewer, deixou que ele levasse apenas os seus cavalos. No que Richard respondeu: "Se eu não posso levar também os cavalos do "Inglês", pode ficar com todos e ir para o inferno".
John Tunstall era um dos principais inimigos dos comerciantes e também fazendeiros Lawrence Murphy e James Dolan. No auge das hostilidades entre as duas facções, John Tunstall foi assassinado, dando início ao conflito conhecido como Guerra do Condado de Lincoln. Eleitos delegados temporários pelo Juiz de paz John Wilson, Richard Brewer e os Reguladores foram a caça dos responsáveis pela morte de Tunstall.

## O Confronto em Blazer's Mill e Morte
Ao meio dia de 4 de Abril de 1878, os Reguladores chegaram ao entreposto comercial de Blazer's Mill na reserva indígena de Mescalero. Enquanto o grupo almoçava, John Middleton, que ficara de sentinela na parte de fora do estabelecimento, avistou Andrew L. "Buckshot" Roberts se aproximando do local - Andrew era um dos suspeitos de assassinar John tunstall. Frank Coe foi mandado para convencer Roberts a se render, mas este recusou. Após uma intensa troca de tiros, que deixou Roberts com um tiro no estômago e mais cinco Reguladores feridos; incluindo Billy The Kid, ferido no braço; Doc Scurlock ferido na perna e John Middleton gravemente ferido no peito; Richard Brewer, impaciente com o impasse, decidiu ir sozinho até onde Roberts estava escondido e finalizar o confronto. Richard contornou a casa e se abrigou atrás de uma pilha de lenha e palha, atirando em uma das portas em que pensava que Roberts estivesse escondido. Roberts, por sua vez, descobriu a posição de Richard pela fumaça de seu revólver. Logo que Richard se levantou para atirar outra vez, Roberts o acertou no olho direito a uma distância de 125 jardas, matando-o instantâneamente. Os outros Reguladores, feridos e desmoralizados pela morte do líder fugiram de Blazer's Mill. Andrew L. "Buckshot" Roberts morreu no dia seguinte em consequência dos ferimentos. 
Curiosamente, no enterro de Tunstall, Richard teria jurado que faria todos os assassinos de Tunstall pagarem pelo que fizeram, ou morreria na tentativa. Brewer foi substituído por seu segundo em comando e amigo Frank McNab . Richard e "Buckshot" Roberts, foram sepultados pelos funcionários do Dr. Blazer lado a lado nas colinas do entreposto, onde se encontram até hoje.

## Citações na Mídia
- No filme Young Guns de 1988, Richard Brewer é interpretado por Charlie Sheen [10].